# Сотеювання

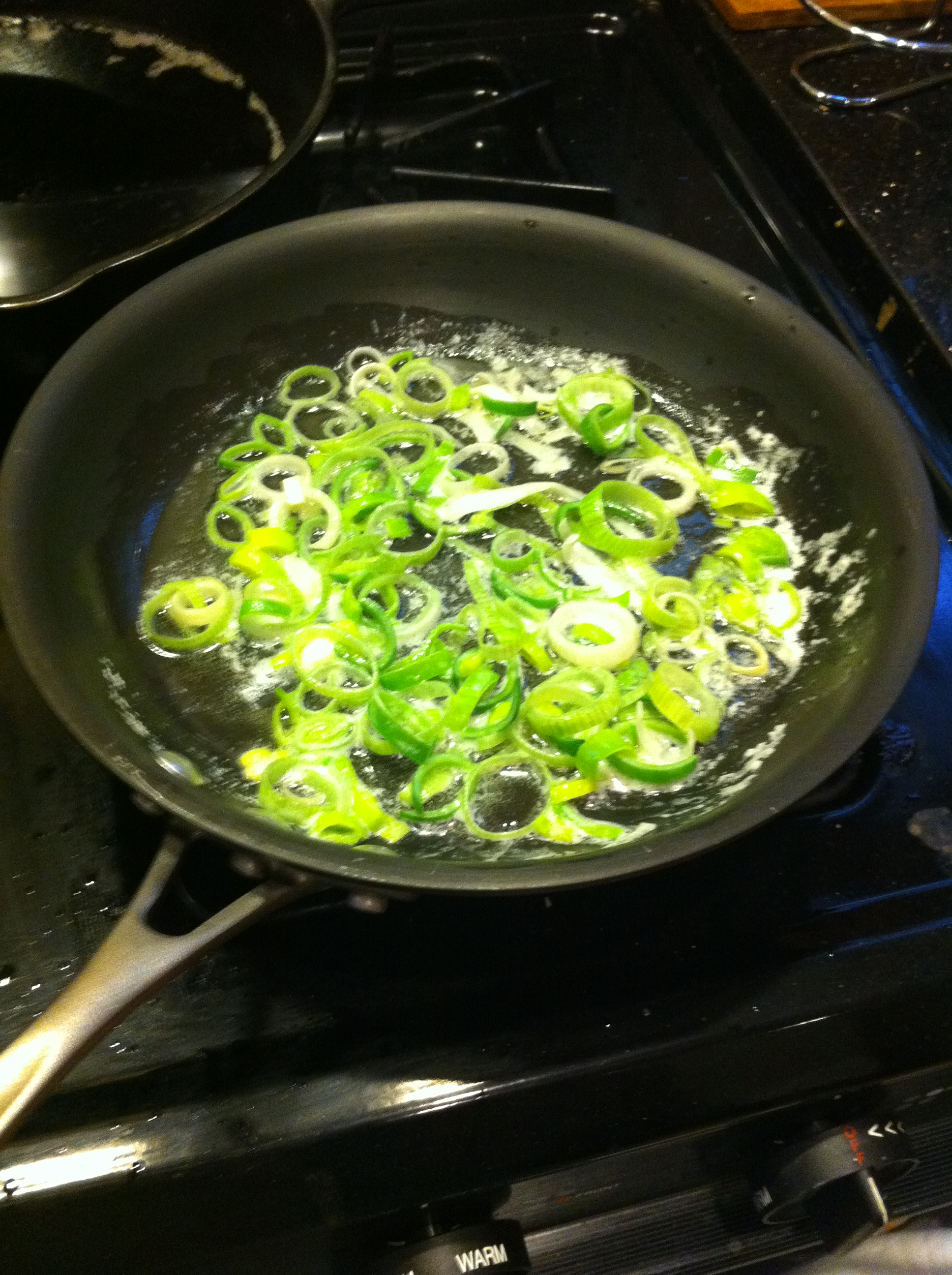
Сотеювання цибулевих кілечок на пряженому маслі

Сотеюва́ння (від фр. sauter — «стрибати», «смажити на сильному вогні») — це спосіб приготування їжі, при якому використовується відносно невелика кількість олії або жиру в неглибокій сковороді на відносно сильному вогні. Існують різні способи сотеювання, а також спеціальні сковорідки. Страва, приготована за допомоги сотеювання, називається соте.

## Опис
Для сотеювання продукти зазвичай нарізають шматочками або тонкими скибочками для зручності швидкого приготування. Основним способом передачі тепла при сотеюванні є теплопровідність між сковородою і продуктами, що готується. Обсмажені продукти набувають рум'яної скоринки, зберігаючи при цьому свою текстуру, вологу і смак. При сотеюванні м'яса або риби процес готування часто закінчується деглазуванням залишків на сковороді для приготування соусу.
Сотеювання можна порівняти зі смаженням на сковороді, при якому великі шматки їжі (наприклад, відбивні) швидко готуються в жирі шляхом перевертання. Деякі кулінари розрізняють ці два способи за кількістю використовуваного жиру, тоді як інші використовують ці терміни як взаємозамінні. Деякі види жирів слід уникати при сотеюванні через їхню низьку точку димлення. У сотеюванні найбільше використовують пряжене вершкове масло, ріпакову та соняшникову олію. Натомість звичайне масло, хоча й смачніше, не підходить через низьку точку димлення.
При сотеюванні всі продукти готуються відразу і нашвидкуруч. Аби полегшити процес, продукти перемішують на сковороді швидкими рухами за допомоги інструменту або постукуванням по самій сковороді. Сковорода має бути досить великою, щоб рівномірно утримувати продукти, і бажано мати прямий і вертикальний край, аби запобігти випаданню продуктів при струшуванні.